# Moncy
Moncy is een gemeente in het Franse departement Orne (regio Normandië) en telt 220 inwoners (2004). De plaats maakt deel uit van het arrondissement Argentan.

## Geografie
De oppervlakte van Moncy bedraagt 7,6 km², de bevolkingsdichtheid is 28,9 inwoners per km².
De onderstaande kaart toont de ligging van Moncy met de belangrijkste infrastructuur en aangrenzende gemeenten.

## Demografie
Onderstaande figuur toont het verloop van het inwonertal (bron: INSEE-tellingen).